# Ibn Hisham
Ibn Hisham, död omkring 834, var en arabisk författare. Han skrev en mängd arbeten som är bland de främsta källorna för arabisk genealogi, traditionsvetenskap och stridssagor. Den viktigaste av dessa är en bearbetning av Ibn Ishaqs biografi över Muhammed.